# 561 Ingwelde
561 Ingwelde је астероид главног астероидног појаса са пречником од приближно 24,50 km.
Афел астероида је на удаљености од 3,542 астрономских јединица (АЈ) од Сунца, а перихел на 2,809 АЈ.
Ексцентрицитет орбите износи 0,115, инклинација (нагиб) орбите у односу на раван еклиптике 1,542 степени, а орбитални период износи 2067,358 дана (5,660 година).
Апсолутна магнитуда астероида је 11,21 а геометријски албедо 0,096.
Астероид је откривен 26. марта 1905. године.